# John Van Antwerp Fine Jr.
John Van Antwerp Fine Jr. (1939) és un historiador i autor estatunidenc. És professor d'Història dels Balcans i Història Bizantina a la Universitat de Michigan i ha escrit diversos llibres sobre aquests temes.

## Vida i carrera
Nasqué el 1939 i creixé a Princeton (Nova Jersey). El seu pare, John Van Antwerp Fine Sr., fou professor d'Història Grega al Departament d'Estudis Clàssics de la Universitat de Princeton. La seva mare, Elizabeth Bunting Fine, també era classicista i ensenyava llatí i grec a la Miss Fine's School.
El medievalista Paul Stephenson, professor en cap de l'Escola d'Història i Patrimoni de la Universitat de Lincoln i membre de la Royal Historical Society, ha expressat una gran consideració pel treball de Fine i l'ha comparat amb noms com els de Paul M. Barford, Simon Franklin i Jonathan Shepard.
El 2006, Fine publicà un estudi sobre els conceptes d'ètnia a la Croàcia del període medieval al segle xix, titulat When Ethnicity Did Not Matter in the Balkans. El 2008, Emily Greble Balić en feu una crítica positiva, afirmant que «un dels grans punts forts del llibre és l'anàlisi de Fine de la identitat "ètnica" premoderna». El 2009, John K. Cox, de la Universitat Estatal de Dakota del Nord, en feu una valoració positiva, tot observant alguns punts de crítica. L'opinió de James P. Krokar també fou positiva, afirmant que el llibre és una addició «extremament important» per a la «història dels eslaus del sud i per al debat sobre la modernitat de la nació». El mateix any, Neven Budak, de la Universitat de Zagreb, en feu una revisió menys efusiva, observant alguns aspectes positius i altres de negatius. Per la banda negativa, Budak en criticà els «prejudicis ideològics» i les «conclusions preestablertes». Al·legà que «l'autor no es preparà metodològicament, no es familiaritzà amb obres rellevants d'autors no croats», que l'enfocament de Fine sobre el tema era «contrari a les seves intencions declarades; és tradicionalista en el seu mètode, superficial i poc fiable», a més de queixar-se per una «actitud» inapropiada «envers els croats».